# 1971 en Bretagne
 Chronologie de la Bretagne
- 1967
- 1968
- 1969
- 1970
- 1971
- 1972
- 1973
- 1974
- 1975

Cette page recense des événements qui se sont produits durant l'année 1971 en Bretagne.

## Société

### Naissances

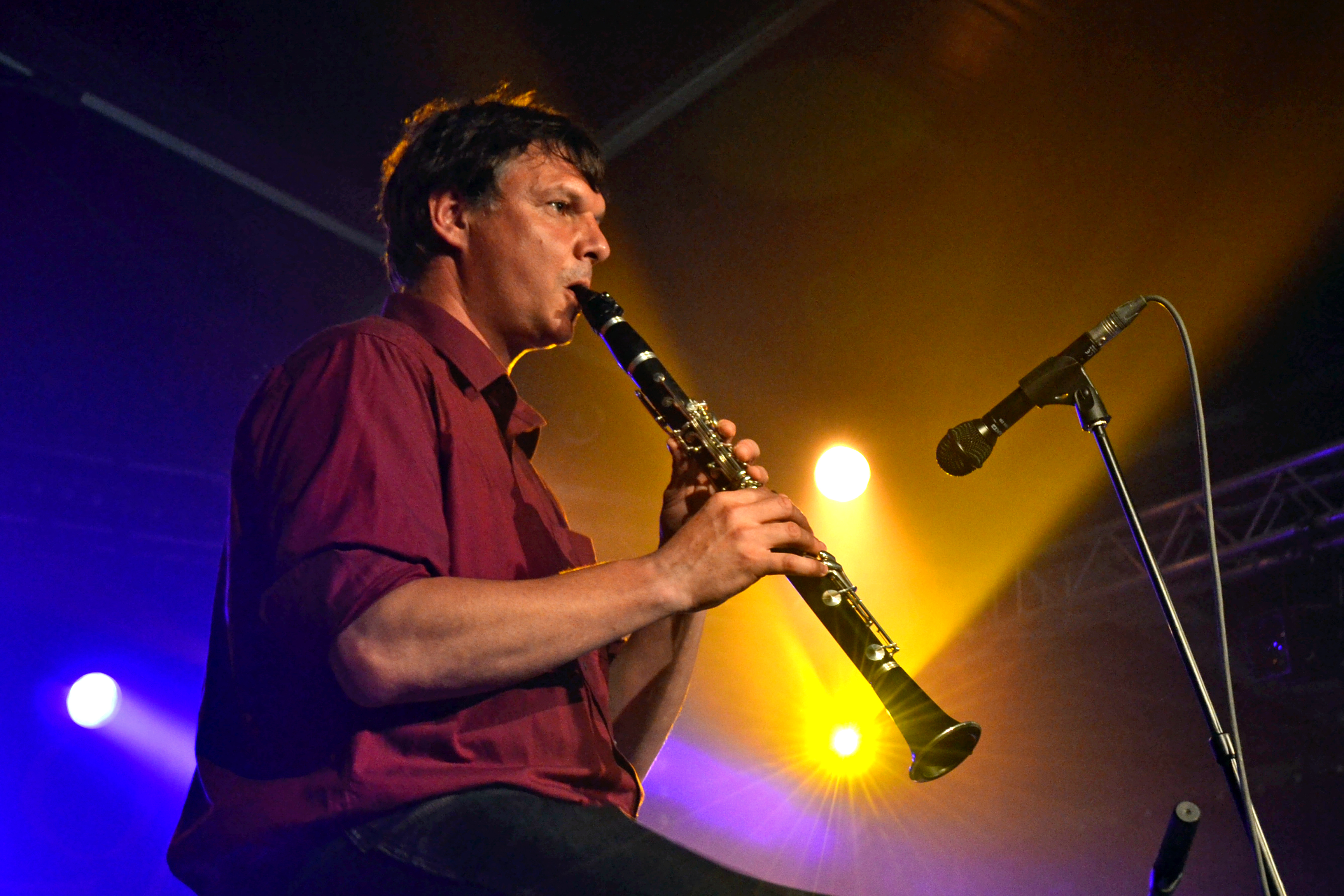
Franck Fagon en 2015

- 19 janvier à Brest : Claude Lastennet, tueur en série français.

- 24 avril à Brest : Franck Fagon , clarinettiste et saxophoniste français. Ses univers musicaux sont variés : musiques traditionnelles, jazz, blues, musiques latines, reggae, chanson...

- 7 mai à Brest : Stéphane Corcuff, universitaire français politiste internationaliste et sinologue (doctorat de Sciences Po Paris en 2000), spécialisé dans le monde chinois contemporain sous l’angle des dynamiques identitaires et politiques, et, depuis plus récemment, sur la géopolitique historique du détroit de Taïwan du XVIIe au XXIe siècle[1].

## Culture

### Musique
La 1re édition du Festival interceltique de Lorient, alors intitulée Fête des cornemuses, se déroule au mois d'août.